# Scotinotylus apache
Scotinotylus apache är en spindelart som först beskrevs av Chamberlin 1948.  Scotinotylus apache ingår i släktet Scotinotylus och familjen täckvävarspindlar. Inga underarter finns listade i Catalogue of Life.